# Kapitalallokation
Als Kapitalallokation wird in der Volkswirtschaftslehre die pareto-optimale Verwendung und Verteilung des Produktionsfaktors Kapital auf Wirtschaftssubjekte bezeichnet.

## Allgemeines
Kapitalallokationen sind eine Faktorallokation und betreffen den Produktionsfaktor Kapital. Dieser wird in seinen verschiedenen Formen auf den Finanzmärkten (Devisen-, Geld-, Kapital- und Kreditmarkt) gehandelt, wo die interessierten Marktteilnehmer zusammengebracht werden. Eine Kapitalallokation findet beispielsweise statt, wenn ein Anleger Teile seines Geldvermögens in Finanzprodukte wie Aktien (auf dem Teilmarkt Aktienmarkt), Anleihen (auf dem Rentenmarkt) oder sonstige Finanzierungstitel und Finanzinstrumente investiert. Dies ist zugleich auch eine Vermögensallokation. Das Kapital wird hierdurch vom Privathaushalt auf Unternehmen (oder bei Staatsanleihen den Staat) verlagert, wobei der Anleger sein Vermögen behält und nur die Kapitalnutzung anderen Wirtschaftssubjekten überlässt.
Mit der Kapitalallokation ist im Regelfall ein Finanzrisiko verbunden, das ein Anleger in Form des Insolvenzrisikos gegenüber Unternehmen oder dem Staat zu tragen hat. Meist sind zwischen die Anleger als Kapitalgeber und die Kapitalnachfrager Finanzintermediäre wie Kreditinstitute oder Versicherungsunternehmen geschaltet, welche mit der Zusammenführung beider Marktseiten einen wichtigen Beitrag zur effizienten (pareto-optimalen) Kapitalallokation leisten. Mit der Kapitalallokation ist somit stets auch eine Risikoallokation verbunden.

## Volkswirtschaftslehre
Aus makroökonomischer Sicht erfüllen Finanzmärkte den Zweck, Geldkapital in Sachkapital umzuwandeln, ohne dass dieses seine Eigenschaft als Geldkapital verliert. Dadurch sorgen die Finanzmärkte für Kapitalmobilität und eine effiziente (pareto-optimale) Kapitalallokation innerhalb der Volkswirtschaft (Lenkungsfunktion). Dabei werden Finanzierungsinstrumente oder Finanzierungstitel für die Finanzierung von Investitionen bereitgestellt, wobei der Kapitalmarktzins das Kapitalangebot (Ersparnisse) zu denjenigen Kapitalnachfragern lenken soll, deren Investitionsprojekte die höchste Rendite aufweisen (Kapitalallokation).
Die Kreditrationierung und Kreditklemme werden als ineffiziente Kapitalallokationen angesehen, die aus einem Nachfrageüberhang zu einem gegebenen Kreditzins resultieren und auch durch dessen Erhöhung nicht abgebaut werden können. Ursache sind unvollkommene Kreditmärkte mit Informationsasymmetrie, die zur adversen Selektion führt.
Die Börse als Teilmarkt des Kapitalmarkts erfüllt die Kapitalallokation in annähernd effizienter Weise. Einerseits ist sie operativ effizient, weil Transaktionen weitgehend friktionslos, also ohne (unangemessene) Transaktionskosten durchgeführt werden. Andererseits ist sie weitgehend informationseffizient, weil relevante Informationen in den Börsenkursen eingepreist sind, so dass Anleger mit kursrelevanten Informationen keine Übergewinne erzielen können.

## Betriebswirtschaftslehre
In der Betriebswirtschaftslehre versteht man unter Kapitalallokation die Umschichtung von Kapital in der Innenfinanzierung. Beispiel ist die Umwandlung von Kapitalrücklagen in Grundkapital durch die Emission von Gratisaktien. Bei der Kapitalallokation findet lediglich eine Umschichtung statt, bei der Thesaurierung (wie der Gewinnthesaurierung) dagegen ein Mittelzufluss.
Auch die unternehmensinterne Umschichtung von Kapital in divisionalen Organisationen von einem weniger rentablen Geschäftsbereich in einen rentableren ist eine Kapitalallokation.

## Wirtschaftliche Aspekte
Eine effiziente Kapitalallokation setzt voraus, dass die Kapitalgeber jederzeit mit relevanten Informationen über die Kapitalanlage versorgt werden, um eine fundierte Anlageentscheidung treffen zu können. Der Informationsgrad der Marktteilnehmer erfordert zudem eine (möglichst) vollständige Information über alle Marktdaten. Ferner ist Kapitalmobilität erforderlich, damit das Kapitalangebot dort investieren kann, wo das Rendite-Risiko-Verhältnis am günstigsten ist. Die Investition erfolgt mithin dort, wo die Grenzproduktivität des Kapitals am höchsten ist.
Eine bedeutende Rolle kommt den Ratings durch Ratingagenturen als Informationsgrundlage für alle Marktteilnehmer an den Finanzmärkten zu. Sie tragen durch Risikoidentifikation und Risikodifferenzierung zu einer besseren Kapitalallokation bei.
Aufgrund abnehmender Grenzproduktivität (siehe Ertragsgesetz) führt die vollkommene Kapitalmobilität zu einem Faktorausgleich, der ökonomische Disparitäten verschwinden lässt. Kapital wird bei weltweiter Kapitalmobilität und vollständiger Information „automatisch dort angelegt, wo der Beitrag zur Erhöhung der Produktivität – und damit der Rendite – risikobereinigt am höchsten ist.“